# Джида (Бурятия)
Джида́ (бур. Зэдэ) — село (до декабря 2012 года — посёлок городского типа) в Джидинском районе Бурятии. Образует сельское поселение «Джидинское».
В селе находится железнодорожная станция Джида на южной линии Восточно-Сибирской железной дороги Улан-Удэ — Наушки.

## Этимология
Поселение получило своё название от одноимённой горы и реки Джида. Само же слово Джида имеет монгольское происхождение и восходит к бурятскому слову зэд, что переводится как «медь». На горе Джида известны очаги древней металлургии.

## География
Село расположено на крайнем востоке района, в 65 км от районного центра, села Петропавловка, к югу от Боргойского хребта, на левобережье реки Джиды (3 км к северу от главного русла), в 7 км к юго-западу от места её впадения в Селенгу. Местность степная. Вблизи бывшего военного городка находятся многочисленные карьеры, созданные искусственным путём.

## История
В 1936 году началось строительство железнодорожной ветки от Улан-Удэ до Наушек. В 1937 году на берегу реки Джиды было построено несколько бараков для строителей, а с 1938 года за новообразованным городком строителей закрепилось название Джида. До 1966 года посёлок не имел самостоятельного статуса. Указом Президиума Верховного Совета Бурятской АССР от 21 июля 1966 года был образован Джидинский сельсовет. В 1968—1969 годах построен аэродром и сюда перебазировался 2-й гвардейский истребительный авиационный полк (в дальнейшем ставший бомбардировочным).
22 марта 1973 года населённый пункт Джида отнесён к категории рабочих посёлков.
В 1974 году в посёлке размещают 7-ю зенитно-ракетную бригаду.
В 2012 году из посёлка, в связи с передислокацией, был выведен авиационный полк, а аэродром законсервирован. Социально-экономическое развитие поселения пошло на спад: администрация потеряла основные доходы (около 10 процентов от дислоцирующихся частей), повысился уровень безработицы, закрылись многие частные торговые точки, местное население вынуждено было, частично, мигрировать в Улан-Удэ.
6 декабря 2012 года рабочий посёлок был преобразован в село.

## Население
| 1979  | 1989  | 2002  | 2009  |
| ----- | ----- | ----- | ----- |
| 4501  | ↗5109 | ↘4706 | ↗4799 |
| 2010  | 2011  | 2012  | 2013  |
| ↗5393 | ↘5037 | ↘3902 | ↘3380 |
| 2014  | 2015  | 2016  | 2017  |
| ↘3270 | ↘3266 | ↘3215 | ↘3178 |
| 2018  | 2019  | 2020  | 2021  |
| ↘3146 | ↘3096 | ↘3065 | ↘1631 |
| 2023  | 2024  |       |       |
| ↘1553 | ↘1493 |       |       |

## Экономика
При строительстве железной дороги вблизи посёлка работал щебёночный балластный карьер, затем построили перевалочную базу Джидинского вольфрамо-молибденового комбината. В 1942 году была создана нефтебаза. В 1959 году в Джиде начала действовать сельскохозяйственная организация «Заготзерно». В 1964 году построена база Бурятского кооперативного союза и предприятие «Сельхозтехника». Также в советское время работала база «Буркоопсоюза», «Заготконтора». Большинство этих предприятий сейчас не функционируют.
Близ села расположен законсервированный военный аэродром «Джида». На нём с 1969 года дислоцировался входящий в 21-ю смешанную авиадивизию 2-й гвардейский Оршанский бомбардировочный авиаполк, укомплектованный бомбардировщиками Су-24М. В 2010—2011 году авиаполк был перебазирован в город Челябинск), 7-я зенитная ракетная бригада, укомплектованная ЗРК «Бук-М1».
Работает почтовое отделение, нефтебаза, из промышленных предприятий — мясокомбинат.
Сотовая связь в селе обеспечивается компаниями МТС, МегаФон, Теле2; доступ в Интернет — провайдером «Ростелеком» и сотовыми операторами с применением технологии 4G. Имеется кабельное телевидение.

## Культура
Работает средняя общеобразовательная школа, в которой ведутся кружки и секции различной направленности (спортивные, культурные, досуговые и т. д.), детский сад, сельская библиотека, участковая больница, физкультурно-оздоровительный комплекс.

## Религия

### Одигитриевская церковь
Одигитриевская церковь — православный храм, относится к Улан-Удэнской епархии Бурятской митрополии Русской православной церкви.